# Бюльбюль жовтогорлий
Бюльбю́ль жовтогорлий (Pycnonotus xantholaemus) — вид горобцеподібних птахів родини бюльбюлевих (Pycnonotidae). Ендемік Індії.

## Опис

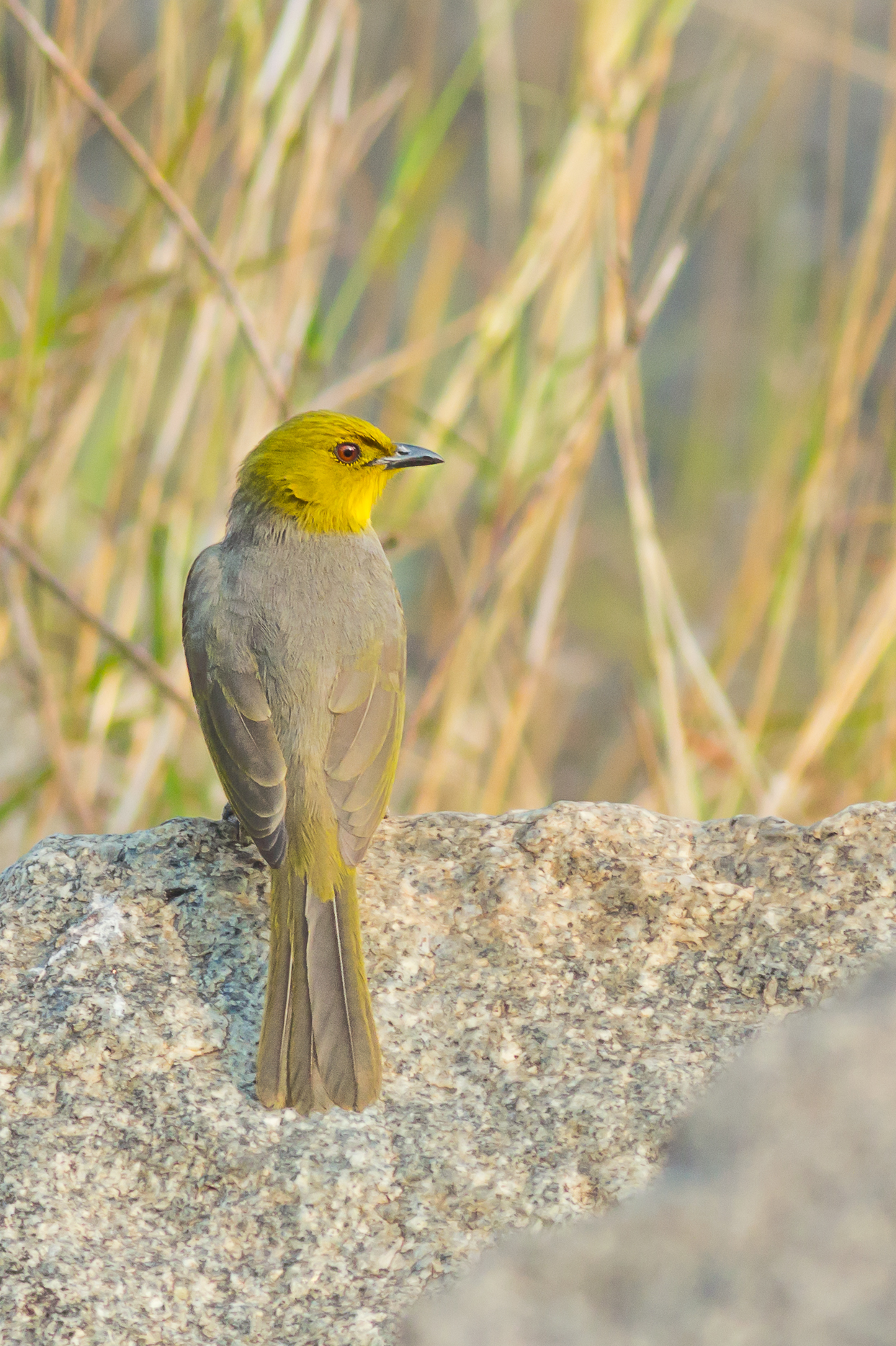
Жовтогорлий бюльбюль

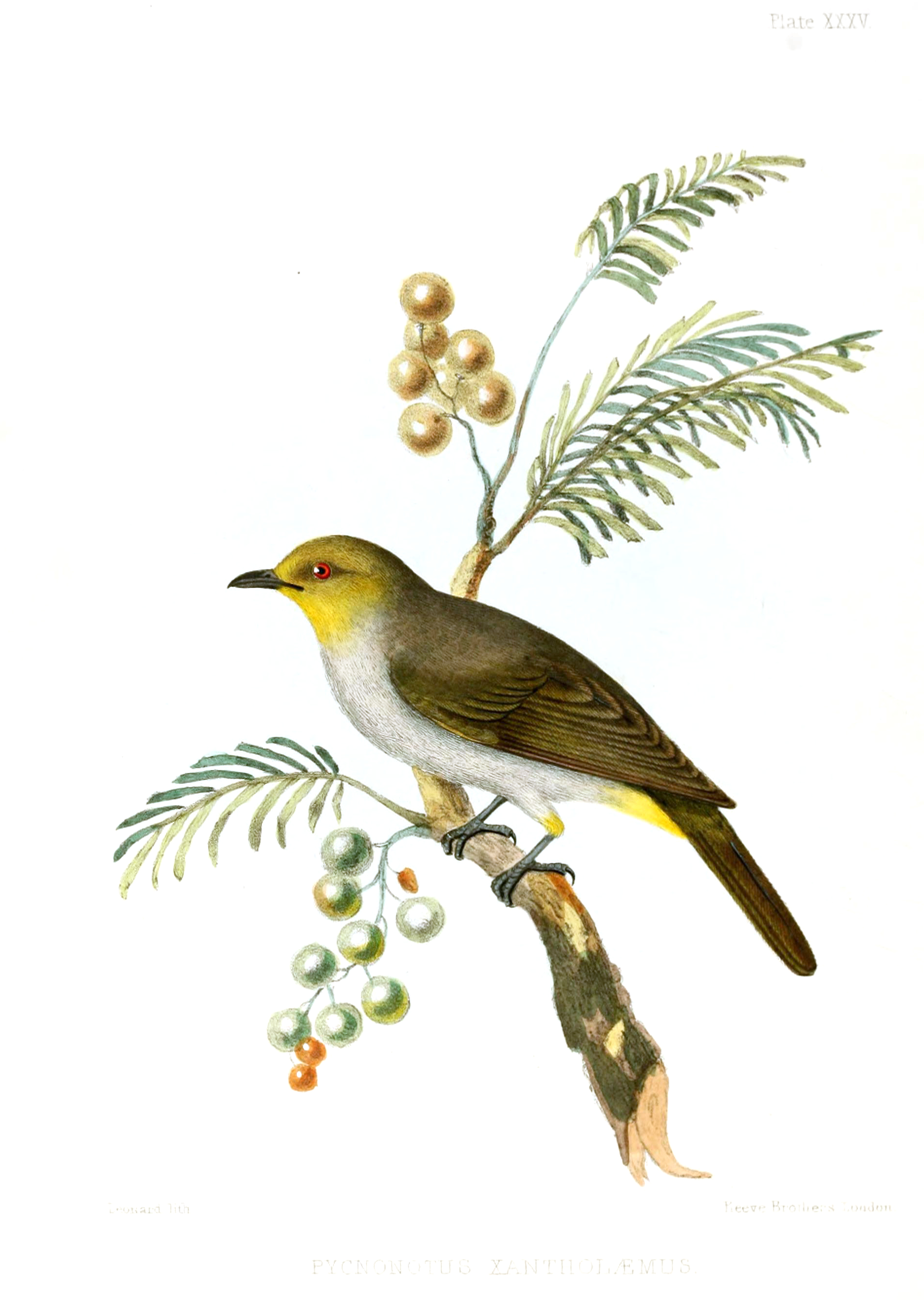
Жовтогорлий бюльбюль

Довжина птаха становить 20 см. Голова жовтувато-зелена, горло світло-жовте. Верхня частина тіла оливково-сіра, гузка і нижні покривні пера хвоста жовті. Нижня частина тіла сіра. жовтувато-зелені, кінчик хвоста жовтуватий. Виду не притаманний статевий диморфізм.

## Поширення і екологія
Жовтогорлі бюльбюлі мешкають на кам'янистих, порослих рослинністю схилах Східних Гат, в центральній частині півострова Індостан та в деяких районах Західних Гат Північною межею поширення жовтогорлих бюльбюлів, імовірно, є гори Налламала, однак вони мають мешкати також в Східних Гатах в штаті Орісса.. Вони живуть в сухих і вологих тропічних лісах, зустрічаються на висоті від 300 до 1800 м над рівнем моря. Поширення жовтогорлого бюльбюля є дуже фрагментованим, багато лісів, де вони мешкають знаходяться під загрозою зникнення, а в деяким місцях, де жовтогорлі бюльбюлі були раніше поширені, вони повністю зникли.

## Поведінка
Жовтогорлі бюльбюлі живляться комахами та різноманітними ягодами, зокрема плодами Lantana camara, Flueggea leucopyrus, Toddalia asiatica, Erythroxylon monogynum, Solanum indicum, Santalum album, Ziziphus, Ficus benghalensis, Ficus nervosa, Ficus montana, Canthium dicoccum і Phyllanthus reticulata. Сезон розмноження триває з червня по серпень. Гніздо розміщується в розвиці між гілками на невисокому дереві. В кладці 2 яйця. Інкубаційний період триває 20 днів, пташенята покидають гніздо через 13 днів після вилуплення.

## Збереження
МСОП класифікує цей вид як вразливий. За оцінками дослідників, популяція жовтогорлих бюльбюлів становить від 1500 до 7000 птахів. Їм загрожує знищення природного середовища.